# Arcangues
Arcangues är en kommun i departementet Pyrénées-Atlantiques i regionen Nouvelle-Aquitaine i sydvästra Frankrike. Kommunen ligger i kantonen Ustaritz som tillhör arrondissementet Bayonne. År 2022 hade Arcangues 3 588 invånare.

## Befolkningsutveckling
Antalet invånare i kommunen Arcangues
| Referens: INSEE |